# Pink Friday: Reloaded Tour
Il Pink Friday: Reloaded Tour è stato il secondo tour musicale della rapper trinidadiana Nicki Minaj, a supporto del suo secondo album in studio Pink Friday: Roman Reloaded (2012) e della sua riedizione Pink Friday: Roman Reloaded - The Re-Up (2012).

## Scaletta
Atto I
1. Come On A Cone
2. Roman Reloaded
3. Beez in the Trap
4. Did It On 'Em
5. Moment 4 Life

Atto II
1. The Boys
2. Va Va Voom
3. Super Bass

Atto III
1. Right Thru Me
2. Fire Burns
3. Save Me
4. Marilyn Monroe

Atto IV
1. Automatic
2. Pound the Alarm
3. Turn Me On

Atto V
1. Roman Holiday
2. Roman’s Revenge
3. Freedom
4. I'm Legit

Encore
1. Starships

## Date
| Data             | Città      | Stato               | Luogo                         |        |        |
| Europa           | Europa     | Europa              | Europa                        | Europa | Europa |
| ---------------- | ---------- | ------------------- | ----------------------------- | ------ | ------ |
| 21 ottobre 2012  | Nottingham | Regno Unito         | Capital FM Arena              |        |        |
| 22 ottobre 2012  | Manchester | Regno Unito         | Manchester Evening News Arena |        |        |
| 24 ottobre 2012  | Liverpool  | Regno Unito         | Echo Arena                    |        |        |
| 25 ottobre 2012  | Newcastle  | Regno Unito         | Metro Radio Arena             |        |        |
| 27 ottobre 2012  | Birmingham | Regno Unito         | LG Arena                      |        |        |
| 28 ottobre 2012  | Newcastle  | Regno Unito         | Metro Radio Arena             |        |        |
| 30 ottobre 2012  | Londra     | Regno Unito         | The O2 Arena                  |        |        |
| 2 novembre 2012  | Manchester | Regno Unito         | Manchester Evening News Arena |        |        |
| 3 novembre 2012  | Sheffield  | Regno Unito         | Motorpoint Arena Sheffield    |        |        |
| 5 novembre 2012  | Dublino    | Irlanda             | The O2                        |        |        |
| 7 novembre 2012  | Cardiff    | Regno Unito         | Motorpoint Arena Cardiff      |        |        |
| Oceania          |            |                     |                               |        |        |
| 24 novembre 2012 | Auckland   | Nuova Zelanda       | Vector Arena                  |        |        |
| 27 novembre 2012 | Adelaide   | Australia           | Adelaide Entertainment Centre |        |        |
| 30 novembre 2012 | Sydney     | Australia           | Sydney Entertainment Centre   |        |        |
| 3 dicembre 2012  | Brisbane   | Australia           | Brisbane Entertainment Centre |        |        |
| 5 dicembre 2012  | Melbourne  | Australia           | Rod Laver Arena               |        |        |
| 8 dicembre 2012  | Perth      | Australia           | Perth Arena                   |        |        |
| Asia             |            |                     |                               |        |        |
| 28 dicembre 2012 | Dubai      | Emirati Arabi Uniti | Meydan Racecourse             |        |        |

### Box office
| Luogo di esibizione           | Città      | Biglietti venduti/ biglietti disponibili | Incassi    |
| ----------------------------- | ---------- | ---------------------------------------- | ---------- |
| Manchester Arena              | Manchester | 25.000/ 25.000 (100%)                    | $1.873.330 |
| The O2 Arena                  | Londra     | 15.892/ 17.163 (92%)                     | $1.116.140 |
| Sydney Entertainment Centre   | Sydney     | 8.760/ 9.150 (95%)                       | $959.982   |
| Brisbane Entertainment Centre | Brisbane   | 4.803/ 5.819 (82%)                       | $569.994   |
| Rod Laver Arena               | Melbourne  | 7.575/ 8.031 (94%)                       | $899.466   |
| Perth Arena                   | Perth      | 6.764/ 6.780 (99%)                       | $710.103   |
| TOTALE                        | TOTALE     | 68.794/ 71.943 (95.6%)                   | $6.129.015 |